# Folkeskolelærer
En folkeskolelærer (kvinde: folkeskolelærerinde) er en lærer/lærerinde, der er uddannet til at undervise i folkeskolen, som er en almen skoleuddannelse, der blev fastlagt i Danmark i skolelovene af 1814. En lærer(inde), der underviser i folkeskolen benævnes tillige kommunelærer (kvinde: kommunelærerinde), medens betegnelsen skolelærer (kvinde: skolelærerinde) både bruges om lærere i folkeskoler/kommuneskoler og på de frie grundskoler/privatskoler.
Folkeskolen omfattede oprindelig 7 skoleår, men i dag 10 skoleår (obligatorisk børnehaveklasse) og med mulighed for et 11. skoleår, 10. klasse.
Uddannelsen foregik tidligere på et lærerseminarium. Disse blev i år 2000 integreret i CVU-strukturen og er siden 2007 foregået på professionshøjskolerne. Det er aktuelt professionshøjskolernes bestyrelser, der afgør, hvor uddannelsen rent fysisk er placeret, og i 2008-2009 er en række lærerseminarier fusioneret. Seminarierne eksisterer således reelt ikke længere.
Folkeskolelærere kan også undervise på private grundskoler og friskoler m.v. inden for de 10 første skoleår (prægymnasial undervisning) samt inden for voksenundervisning til folkeskolens afgangsprøver og folkeskolens 10. klasseprøve (tidl. folkeskolens udvidede afgangsprøve).
På private skoler og friskoler stilles der ikke specifikke krav om uddannelse, men det mest almindelige er, at lærerne enten er seminarie- eller universitetsuddannede.
I offentlige folkeskoler forudsættes den fireårig uddannelse fra en professionshøjskole, men evt. også en uddannelse som meritlærer. I perioder med lærermangel har også ikke-uddannede fundet beskæftigelse. I 2009 var andelen af ikke – uddannede lærere i folkeskolen stigende.
Begynderlønnen for en folkeskolelærer er ca. 25.000 kr. om måneden (2009).
Undtagelsernes muligheder er mange, og som et eksempel herpå kan nævnes danske folkeskoleuddannede læreres beskæftigelse ved Duborg-Skolen i Flensborg, som er en af 48 danske skoler i Sydslesvig, der er nødt til at følge tyske skoleforordninger. Gymnasiet begynder i 7. klasse, men da gymnasielærere lønningsmæssigt er dyrere i drift, varetages timerne på de klassetrin, der svarer til den danske folkeskole, af seminarieuddannede lærere, der så imidlertid i Sydslesvig kan opnå betegnelser som gymnasielærer eller gymnasieoverlærer, og det er altså lærere i gymnasieafdelingen op til 10. klassetrin. I klasserne 11-13 varetages undervisningen af universitetsuddannede kandidater med stillingsbetegnelser som adjunkt eller lektor.